# Kanupolo
Kanupolo ili kajakpolo skupni je vodeni sport koji igraju dvije ekipe po 5 članova u kajaku. Cilj napada je zabiti gol, a pobjednik je ekipa koja zabije više golova.

## Razvoj
Kanupolo se igra u mnogim državama svijeta, kao rekreacijski ili profesionalni sport. Svjetska prvenstva održavaju se svake dvije godine. Na međunarodnom planu sport organizira Kanupolski odbor ili Međunarodni kajakaški savez kao jednu od disciplina kajaka i kanua. 2005. kanupolo se igrao na Svjetskim igrama u Duisburgu pod nadzorom Međunarodnog olimpijskog odbora.
Sam kanupolo je mješavina vaterpola, košarke i kajakaštva.

## Vanjske poveznice
- Kanupolo